# Lara Lor-Van
Lara Lor-Van ou Lara est un personnage de fiction de DC Comics et la mère Kryptonienne de Kal-El alias Clark Kent/Superman. Elle a été créée par Jerry Siegel et Joe Shuster dans Action Comics #1 1938 mais ne fut dessinée qu'à partir de 1939 dans le comic strip de Superman.

## Histoire
Jor-El avait auparavant visité une planète nommée Terre, avant qu'il ne découvre que Krypton allait exploser. Lara et Jor-El décidèrent alors d'y envoyer leur fils Kal-El.
Lara Lor-Van vient d'une famille noble de Krypton.
La chance lui étant offert d'échapper à une mort certaine à la suite de l'explosion imminente de Krypton dans la fusée envoyant son enfant sur Terre dans une fusée expérimentale, elle refusa cependant d'abandonner son mari, demeurant à ses côtés pour périr dans le cataclysme. Même si son nom est cité comme étant "Lora" dans Action Comics #223 (décembre 1956), Lara est son seul nom authentique. Notée pour ayant une intelligence avancée comme pour sa beauté, elle travailla dans une usine qui fabriquait des robots avant son mariage avec Jor-El et aida comme agent pour le « Krypton Bureau of Investigation » à déjouer les machinations d'un tyran. Avant son mariage avec Jor-El, elle était son assistante.
Quand elle enfanta, elle et son mari demeuraient à Kryptonopolis, qui est devenue la capitale de Krypton à la suite du vol de Kandor par le vilain de l'espace Brainiac. Selon Superman #75 (mars-avril 1952), ils nommèrent leur enfant Jor-El 2nd, mais une prépondérance de texte démontre qu'il s'appelle bien Kal-El. Elle fut une des seules kryptoniennes à croire en la théorie de l'explosion de Krypton énoncée par Jor-El.
Plus tard, Superman, nostalgique de la perte de ses parents biologiques, les immortalisa de plusieurs façons: il leur dédia une chambre spéciale dans sa Forteresse de la Solitude et grava leurs visages sur le côté d'un planétoïde dans le style du "Mont Rushmore". Il y eut aussi des statues de Lara et Jor-El. C'est dans le comic Superman #53 de juillet-août 1948, qu'est divulgué pour la première fois le nom de "Lara". Ce comic raconte en fait pour la première fois une origine élaborée de Superman.

### Biographie alternative
Elle est la mère du fils de Zod, au contraire de son homologue la mère de Kal-El dans "La Ligue des justiciers : Dieux et Monstres".

## Apparitions dans d'autres médias
Lara Lor-Van rôle joué par :
- Luana Walters dans Superman (serial), 1948
- Aline Towne dans Les Aventures de Superman (série télévisée), 1952
- Susannah York dans Superman, Superman 2 (1980), Superman 4
- Shannon Farnon voix dans Le Plein de super (série télévisée d'animation), 1973
- Eliza Roberts dans Loïs et Clark : Les nouvelles aventures de Superman (série télévisée)
- Finola Hughes voix dans Superman - Le survivant de Krypton (film d'animation), 1996  et Superman, l'Ange de Metropolis (série télévisée)
- Kendall Cross et Helen Slater dans Smallville (2004-2007)
- Vanessa Hudgens dans Robot Chicken
- Ayelet Zurer dans Man of Steel, 2013
- Angela Sarafyan dans Superman (film, 2025)